# Фенотип

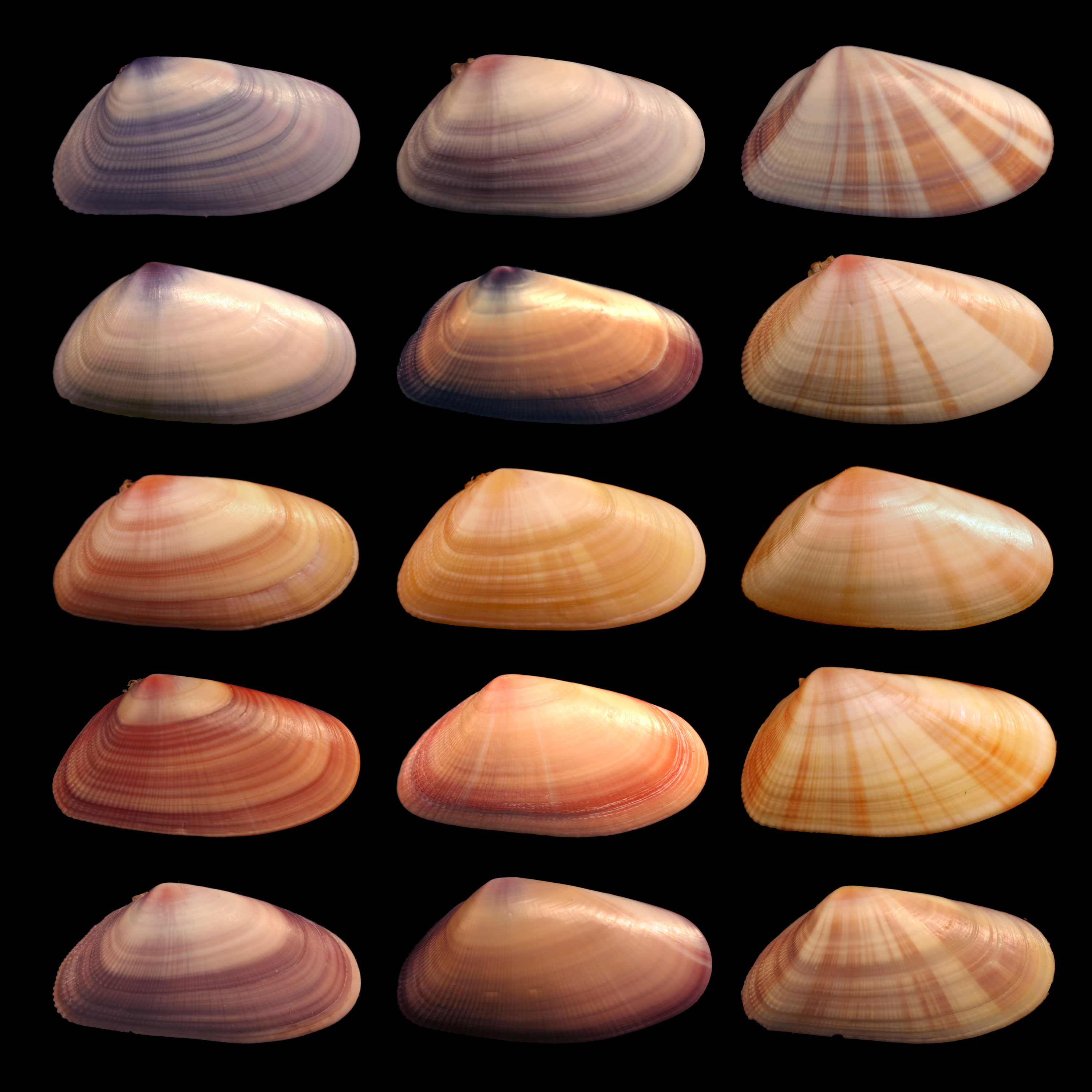
Молюски виду Donax variabilis мають досить різноманітний фенотип (форму та малюнок мушлі).

Фенотип — сукупність характеристик, властивих індивіду на певній стадії розвитку. Будь-яка спостережувана характеристика чи риса організму: як-то його морфологія, розвиток, біохімічні та фізіологічні властивості чи поведінка.
Фенотипи формуються під дією генотипу, опосередкованого низкою факторів довкілля та можливими взаємодіями між ними двома.
Усі клінічно визначувані ознаки індивіда: зріст, вага тіла, колір очей, форма волосся, група крові, тощо — є фенотипними.
Концепція фенотипу має деякі невизначеності. По-перше, більшість молекул та структур кодованих генетичним матеріалом, не помітні в зовнішньому вигляді організму, хоча є частиною фенотипу. Прикладом цього є ситуація з групами крові людини. Тому розширене визначення фенотипу має включати характеристики, які можуть бути виявлені технічними, медичними або діагностичними процедурами. Подальше, більш радикальне розширення, може включати набуту поведінку або навіть вплив організму на довкілля та інші організми. Наприклад, Річард Докінз вважає що, греблю бобрів, так само як і їхні різці можна вважати фенотипом генів бобра.
Фенотип можна визначити як пристосування генетичної інформації до факторів середовища. Можна говорити про дві характеристики фенотипу: а) число напрямів пристосування характеризує число факторів середовища, до яких чутливий фенотип, називається мірністю фенотипу; б) степінь пристосування характеризує ступінь чутливості фенотипу до цього фактору середовища. У сукупності ці характеристики визначають багатство та розвиненість фенотипу. 
Багатство фенотипу залежить від: 
а) чутливості до середовища, 
б) арностісті (вимірюваності фенотипу), 
в) відмінність від генотипу
Якщо порівняти вірус, бактерію, аскариду, жабу та людину, то багатство фенотипу в цьому ряді зростає.

## Історична довідка
Термін фенотип запропонував данський вчений Вільгельм Йогансен в 1909 р., разом з концепцією генотипу, щоб розрізняти спадковість організму від того, що виходить внаслідок її реалізації. Ідею про відмінність носіїв спадковості від результату їхньої дії можна простежити вже в роботах Грегора Менделя (1865) і Августа Вейсмана. Останній розрізняв (в багатоклітинних організмах) репродуктивні та соматичні клітини.

## Фактори, що визначають фенотип
Деякі характеристики фенотипу безпосередньо визначаються генотипом, наприклад колір очей. Інші сильно залежать від взаємодії організму з довкіллям, — наприклад, однояйцеві близнюки можуть відрізнятися за зростом, вагою та іншими основними фізичними характеристиками, незважаючи на те, що несуть одні й ті ж гени.

## Фенотипічна дисперсія
Фенотипічна дисперсія (визначається генотипічною дисперсією) є основною передумовою для природного відбору та еволюції. Організм як ціле залишає (або не залишає) потомство, тому природний відбір впливає на генетичну структуру популяції опосередковано через вклади фенотипів. Різноманіття фенотипів потрібне для еволюції. При цьому рецесивні алелі не завжди відображаються в ознаках фенотипу, але зберігаються і можуть бути передані потомству.

## Взаємодія між генотипом і фенотипом
Концепція цього взаємозв'язку:
генотип + довкілля + випадкові варіації → фенотип
Більшість фенотипів визначаються генами і зовнішніми факторами. Тому ідентичність одного чи кількох відомих алелів не завжди відповідає прогнозу, заснованому на фенотипі. Завдяки тому, що фенотипи набагато легше спостерігати, ніж генотипи (не потрібно застосовувати хімічних аналізів або встановлення послідовності ДНК, щоб визначити колір очей людини).
У класичній генетиці фенотипи використовують, щоб визначати функції генів. Експерименти зі схрещування можуть потім підтвердити ці висновки. Таким чином, ранні генетики могли працювати без базових знань у галузі молекулярної біології.

## Приклад. Фенотиписосни звичайної
Іноді фенотипи в різних умовах дуже відрізняються один від одного. Так, сосни в лісі високі та стрункі, а на відкритому просторі — розлогі.

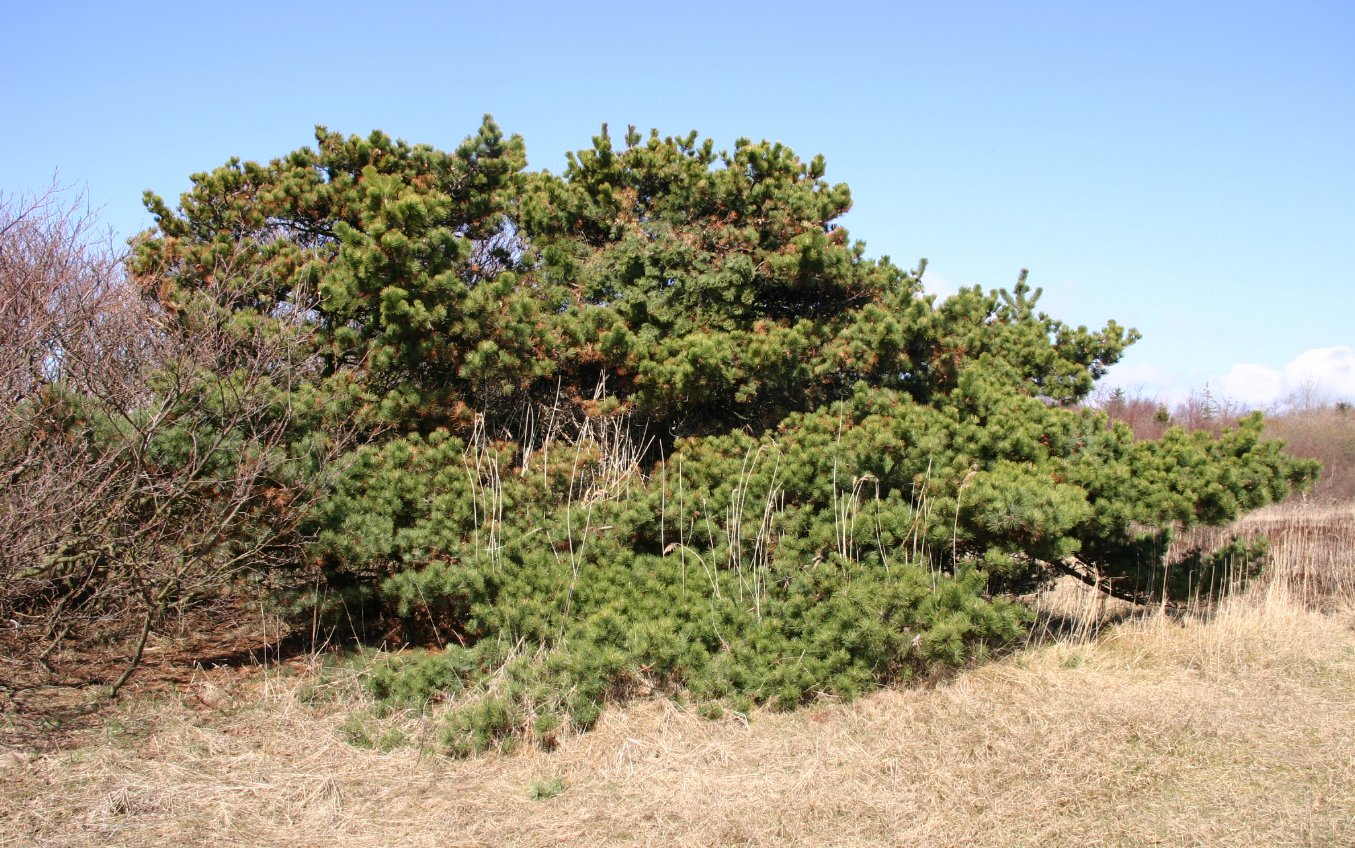
Сосна, що виросла на відкритому просторі і зазнала впливу вітру
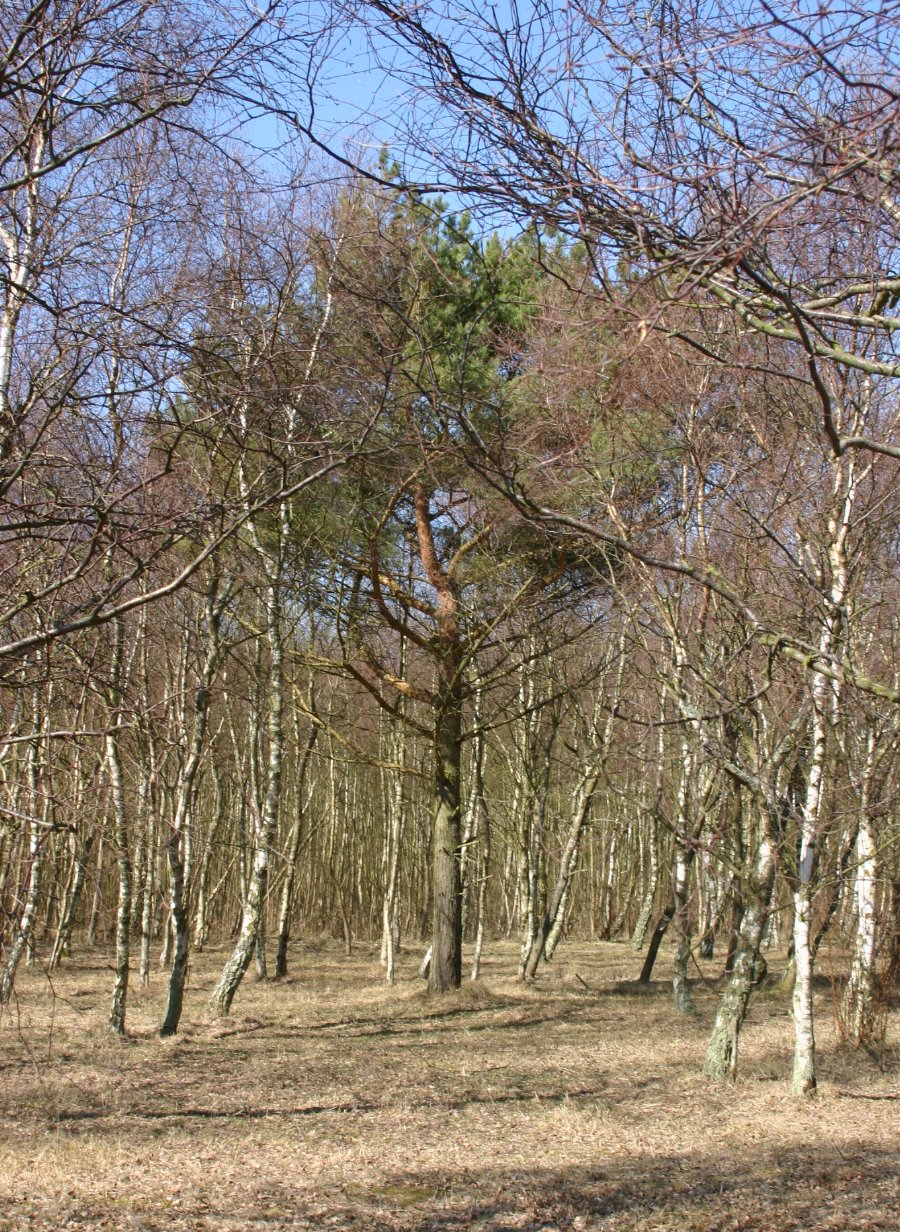
Сосна у світлому лісі
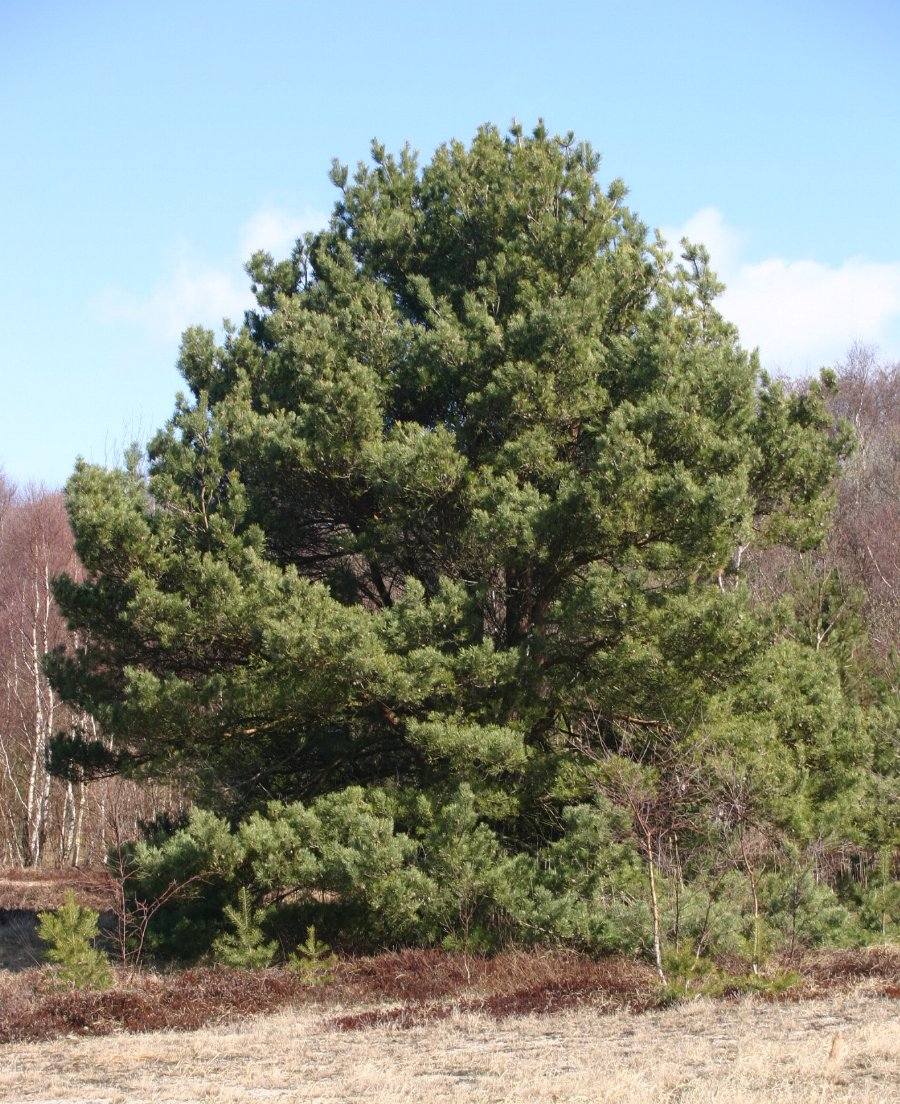
Сосна на затишній галявині